# Candice Night
Candice Night (Hauppauge, 8 de maio de 1971), é uma cantora americana, e atual esposa do guitarrista Ritchie Blackmore. Fez vocais na banda Rainbow e atualmente é a vocalista principal da banda renascentista de Blackmore, Blackmore's Night.

## Biografia
Candice conheceu Ritchie num campo de futebol em 1989, e depois foi convidada para escrever algumas letras para o último CD do Rainbow, Stranger in Us All. Suas músicas – Ariel, Wolf to the Moon e Black Masquerade – e as letras de Hall of the Mountain King lhe renderam fama internacional.
Deixando sua carreira de modelo para trás, começou a trabalhar com Ritchie Blackmore, formando a banda Blackmore's Night em 1997, lançando o álbum Shadow of the Moon. Candice cantou junto com a banda Helloween a música Light The Universe e, também, se juntou a Tarja Turunen e a Sabine Edelsbacher na música "Promises under the rain" do álbum de estreia (2001) da banda Beto Vazquez Infinity.

## Discografia

### Rainbow
- 1995 - Stranger in Us All ( backing vocals)

### Solo
- 2011 - Reflections
- 2015 - Starlight Starbright

### Participações
- (2001) - Beto Vázquez Infinity – Beto Vázquez Infinity
- (2003) - Days Of Rising Doom
- (2005) - Helloween - Keeper of the Seven Keys: The Legacy
- (2019) - Avantasia - Moonglow